# Bryum capitulatum
Bryum capitulatum là một loài rêu trong họ Bryaceae. Loài này được Mitt. mô tả khoa học đầu tiên năm 1886.